# Barragem de Pracana
A Barragem de Pracana é uma barragem implantada sobre o Rio Ocreza na foz da Ribeira da Pracana neste rio, localizando-se entre os municípios de Mação, no distrito de Santarém, e de Vila Velha de Ródão, no distrito de Castelo Branco, Portugal.
É uma barragem de betão com contrafortes.
A central hidroeléctrica é constituída por tres grupos Francis com uma potência total instalada de 40 (41) MW. A energia produzida em média por ano é de 61,8 (63,8) GWh.